# ريناتا كولبوفيك
ريناتا كولبوفيك (بالإنجليزية: Renata Kolbovic) مواليد 30 يوليو 1976 في برنو، هي لاعبة كرة مضرب كندية سابقة بدأت مسيرتها كمحترفة سنة 1996 وكانت تلعب باليد اليمنى، اعتزلت اللعب في 2003. أعلى تصنيف لها في الفردي كان المركز الـ 159 في سنة 2000. أعلى تصنيف لها في الزوجي كان المركز الـ 119 في سنة 1998.

## النهائيات

### الزوجي: 1 (الوصافة 1)
| الحصيلة | الرقم | التاريخ         | الدورة                               | الأرضية | الشريك     | المنافس                 | النتيجة       |
| ------- | ----- | --------------- | ------------------------------------ | ------- | ---------- | ----------------------- | ------------- |
| الوصافة | 1.    | سبتمبر 28, 1997 | بطولة بنك الكومنولث للتنس، إندونيسيا | صلبة    | مورين دريك | كيري آن جوس ريكا هياركي | 1–6, 6–7(5–7) |

## الميداليات
| الميدالية | المسابقة                    |
| --------- | --------------------------- |
| برونزية   | دورة الألعاب الأمريكية 1999 |

## روابط خارجية
- ريناتا كولبوفيك على موقع رابطة محترفات التنس (الإنجليزية)
- ريناتا كولبوفيك على موقع الاتحاد الدولي لكرة المضرب (الإنجليزية)
- ريناتا كولبوفيك على موقع كأس بيلي جين كينغ (الإنجليزية)
- ريناتا كولبوفيك على موقع خلاصة التنس.كوم (الإنجليزية)